# Albert Hurtado
Pour les articles homonymes, voir Hurtado.
Pour la commune, voir Padre Hurtado.
Albert Hurtado Cruchaga, né le 22 janvier 1901 à Viña del Mar (Chili) et mort le 18 août 1952 à Santiago du Chili, est un prêtre Jésuite chilien. Très engagé dans l'apostolat social, avec une attention particulière pour les enfants et les familles défavorisées, il est le fondateur de l'œuvre Hogar de Cristo. Ne délaissant pas la réflexion sociale, il fut également écrivain et fondateur de la revue Mensaje. Béatifié en octobre 1994, il est canonisé par Benoît XVI le 23 octobre 2005. Liturgiquement, il est commémoré le 18 août.

## Biographie
Albert Hurtado est baptisé le lendemain de sa naissance en l'église Notre-Dame-des-Douleurs de Viña del Mar. Son père meurt subitement, alors qu'Albert n'avait que quatre ans, laissant sa famille sans ressources. Sa mère est alors obligée de partir pour Santiago où ses deux fils réussissent toutefois à faire leurs humanités au collège Saint-Ignace de Santiago (1909-1917).
Albert, très sensible à la pauvreté et à la misère, veut entrer au noviciat des Jésuites pour devenir prêtre des pauvres, mais doit attendre afin de faire vivre, par son unique salaire, sa mère et son petit frère. Ainsi, après ses études de rhétorique, il travaille à mi-temps et étudie parallèlement le droit à l'Université catholique du Chili. Malgré une surcharge de travail considérable, sa sollicitude envers les pauvres et les mal logés tient une grande place dans sa vie. Il fonde un patronage, puis une école du soir.

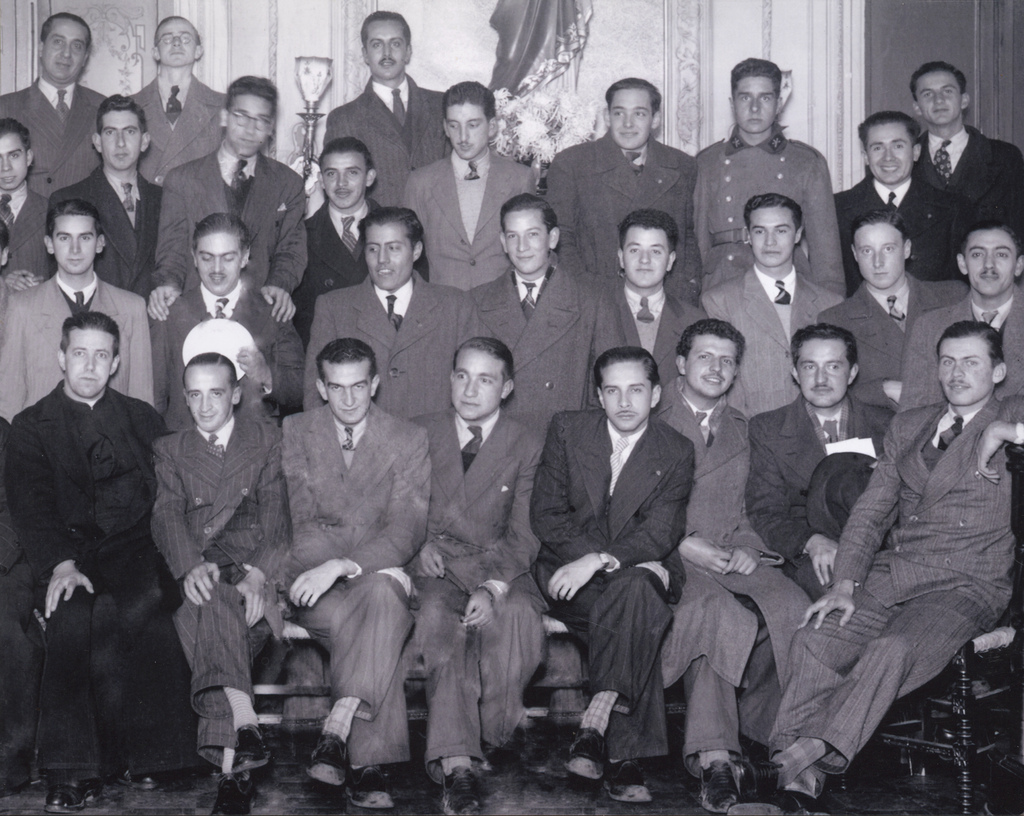
Le père Hurtado (à gauche) avec un groupe de jeunes catholiques.

Docteur en droit en 1922, avec une thèse sur la législation du travail, il aspire toujours à rejoindre le noviciat des Jésuites qu'il intègre le 14 août 1923 à Chillán.
En 1925, il continue sa formation jésuite à Cordoba, en Argentine, où il étudie la littérature. En 1927, il est envoyé en Espagne pour étudier la philosophie et la théologie. Cependant, en raison de l'expulsion des jésuites de ce pays en 1932, il doit partir pour la Belgique et continuer la théologie à Louvain. C'est là qu'il est ordonné prêtre le 24 août 1933 et qu'il obtient à l'université de Louvain le doctorat en pédagogie et psychologie (1935). Après avoir accompli la troisième année de probation à Drongen (qui fait maintenant partie de la ville de Gand), toujours en Belgique, il revient au Chili en janvier 1936.

## Œuvres
De retour au Chili, il enseigne la religion au collège Saint-Ignace, la pédagogie à l'université catholique de Santiago et au séminaire pontifical, il ouvre une maison d'exercices spirituels, dirige la congrégation mariale des étudiants (en les impliquant dans la catéchèse des pauvres), il anime de nombreuses retraites, dirige spirituellement de nombreux jeunes, forme un grand nombre de laïcs chrétiens.

### Premier livre social
En 1941, le Père Hurtado publie un livre qui fait du bruit car il secoue le conservatisme des catholiques chiliens : « ¿ Es Chile un país Católico ? ». La même année lui est confiée la responsabilité d'assistant de la section des jeunes de l'Action catholique pour l'archidiocèse de Santiago du Chili puis, l'année suivante, sa responsabilité s'étend au niveau national. Petit à petit, dans tout le pays, le Père Hurtado devient une figure populaire.
Il intervient à la radio, écrit de nombreux articles, donne des conférences, organise des missions au volant de sa vieille camionnette pour recueillir en plein hiver ceux qui dorment dehors afin de leur offrir un toit, un repas chaud, un lit et tout le réconfort que son zèle évangélique lui inspire.

### Hogar de Cristo
En octobre 1944, il lance un appel aux auditeurs d'une retraite qu'il anime en leur demandant de penser aux pauvres de la ville, en particulier aux enfants vagabonds de Santiago. Il leur raconte qu'il a été bouleversé par un homme rencontré la veille, malade et grelottant de froid, qui lui a demandé une aumône pour pouvoir aller se réchauffer et se soigner dans un hôtel. Il ajoute : « Et cet homme, c'est notre frère, un enfant de Dieu comme nous ! Que fait l'Église pour ses enfants de la rue qui dorment à la belle étoile et se réveillent frigorifiés? ». Cet appel suscite un formidable élan de générosité et le début de ce qui devient, le 21 décembre suivant, «El Hogar de Cristo» (la maison, le foyer du Christ), un lieu qui fournit aux personnes sans domicile un endroit chaleureux pour vivre.
Au moyen des contributions matérielles des bienfaiteurs et avec la collaboration active de laïcs engagés, le Père Hurtado ouvre une première maison d'accueil pour les enfants, puis une autre pour les femmes, puis encore une autre pour les hommes : les pauvres trouvent de plus en plus au Hogar de Cristo une ambiance familiale où vivre. Ces maisons se multiplient, tout en adoptant des formes et des caractéristiques nouvelles : certaines deviennent des centres de réhabilitation ; d'autres des centres de formation artisanale, et ainsi de suite, le tout toujours inspiré par des valeurs chrétiennes et imprégné de celles-ci. En 1945, le Père Hurtado visite les États-Unis pour étudier les Boys Town du Père Flannery, de façon à l'adapter à son pays.

### Syndicalisme chrétien
Parallèlement, il écrit plusieurs ouvrages, sur l'éducation, et sur l'ordre social chrétien. À partir de 1947 il s'intéresse au mouvement des travailleurs et fonde un syndicat chrétien qui dépassant le simple niveau des revendications sociales donne également une formation poussée de leadership aux ouvriers chrétiens. Il trouve encore le temps de fonder en 1951 une revue, Mensaje ("Message"), qui diffuse la pensée sociale de l'Église et éveille les consciences. Il multiplie aussi ses visites aux ouvriers des mines, des usines, des ports pour les aider à créer un syndicalisme chrétien. Il est l'apôtre des petits, l'homme des syndicats chrétiens.

## Mort prématurée
Lorsqu'il est publiquement connu qu'il souffre d'un cancer du pancréas, tout le pays suit à la radio le progrès de la maladie, et prie pour le héros national qu'est devenu Albert Hurtado. À un prêtre qui lui conseille de se ménager, il répond : Je préfère mourir jeune, usé, que vieux, moisi... Ses dernières paroles, adressées à son supérieur, sont : Croyez bien, Père, que je suis heureux, profondément heureux. Le père Hurtado meurt le 18 août 1952 alors qu'il a à peine 51 ans.

## Béatification, canonisation
- Béatification par Jean-Paul II le 16 octobre 1994. Un miracle a lieu en 1996 quand une jeune fille, déclarée incurable par les médecins, est guérie de manière inexpliquée.
- Canonisation par Benoît XVI le 23 octobre 2005 le même jour que :
  - Félix de Nicosie.
  - Gaétan Catanoso
  - Joseph Bilczewski
  - Sigismond Gorazdowski

Albert hurtado est liturgiquement commémoré le 18 août (jour de son décès, en 1952).

## Reconnaissance publique
- Par trois fois le Chili émet des timbres en l'honneur d'Albert Hurtado : en 1994 lors de sa béatification, en 2001 pour le centenaire de sa naissance et en 2005 lors de sa canonisation à Rome.
- Au Chili, le 18 août (jour de son décès) est déclaré Journée de la Solidarité. En diverses occasions, le parlement chilien lui rend hommage.
- La station du métro de Santiago située à proximité de son sanctuaire et du siège du Hogar de Cristo est baptisée San Alberto Hurtado.
- Les restes d'Albert Hurtado reposent dans le sanctuaire du Père Hurtado (es) tenu par la Compagnie de Jésus, situé à Santiago du Chili[1].

## Écrits
Ils sont nombreux, par exemple :
- ¿Es Chile un pais Católico?, Santiago, 1941.
- Humanisme social, 1947.
- L'Ordre social chrétien, 1947.
- Syndicats, 1950.
- Un toit pour le Christ, Namur, Éditions Fidélité  (ISBN 2-87356-319-2)
- Comme un feu sur la terre (pages choisies), Paris, 2005.